# 戈登·戈洛布
戈登·戈洛布（德語：Gordon Gollob，1912年6月16日—1987年9月7日）是二戰期間的德軍戰鬥機飛行員。作為一名戰鬥機王牌，他在340多次戰鬥任務中擊落了150架敵機。戈洛佈在東線取得了大部分勝利，在西線取得了六次勝利。

## 生平
1933年戈洛布自願在奧地利武裝部隊服兵役。1938年3月，在奧地利併入納粹德國後，戈洛布被調入德國空軍。1939年9月5日，他在入侵波蘭期間取得了他的第一次空中勝利。戈洛佈在黑爾戈蘭灣戰役中取得了一場胜利，在挪威戰役中取得了兩次勝利。隨後他轉至第3戰鬥機聯隊，駕駛單引擎梅塞施密特Bf109。在英吉利海峽前線的不列顛之戰之後，他在西線取得了第六次也是最後一次勝利。
戈洛布隨後參加了德國入侵蘇聯的巴巴羅薩行動的空戰。1941年6月27日，他被任命為第3戰鬥機聯隊第二組的長官。他在8月取得18次空中勝利，並在第42次勝利後於9月18日被授予騎士鐵十字勳章。他在10月贏得了37場胜利，其中包括10月18日的9場和10月22日的6場。1941年10月26日，戈洛布總共獲得85次空中勝利，獲得橡樹葉鐵十字騎士勳章。然後他在一個訓練設施服役並接受了指揮官訓練。戈洛布於1942年5月16日被任命為第77戰鬥機聯隊的聯隊長官。他在5月20日獲得了他的第100場胜利，並於6月23日在他第107次獲得橡樹葉和劍的鐵十字勳章被授予騎士勳章空中勝利。8月29日，戈洛布成為第一位聲稱擊毀150架敵機的戰鬥機飛行員，並被授予當時德國最高軍事勳章——鑽石橡葉佩劍騎士鐵十字勳章。
由於擔心他會在行動中喪生，戈洛布被禁止執行進一步的戰鬥任務。1942年10月15日，他成為西線的3号戰鬥機領袖（Jagdfliegerführer  3）。1943年9月6日，他被任命為5号戰鬥機領袖（Jagdfliegerführer 5），負責法國西北部的戰術戰鬥機指揮部。1944年4月，他被調到戰鬥機督察的工作人員。1945年1月，他接替阿道夫·加蘭德將軍擔任戰鬥機督察，直至戰爭結束。和平時期，他成為了奧地利右翼政黨獨立聯盟的總書記。他在道依茨擔任銷售職位。已婚並育有三個孩子的戈洛佈於1987年9月7日去世。